# Lista locurilor asociate Ordinului Templierilor
Datorită misiunii militare și resurselor financiare extensive, Cavalerii Templieri au inițiat un mare număr de proiecte și construcții de-a lungul Europei și Țării Sfinte. Multe dintre aceste structuri încă stau în picioare.

## Orientul Mijlociu

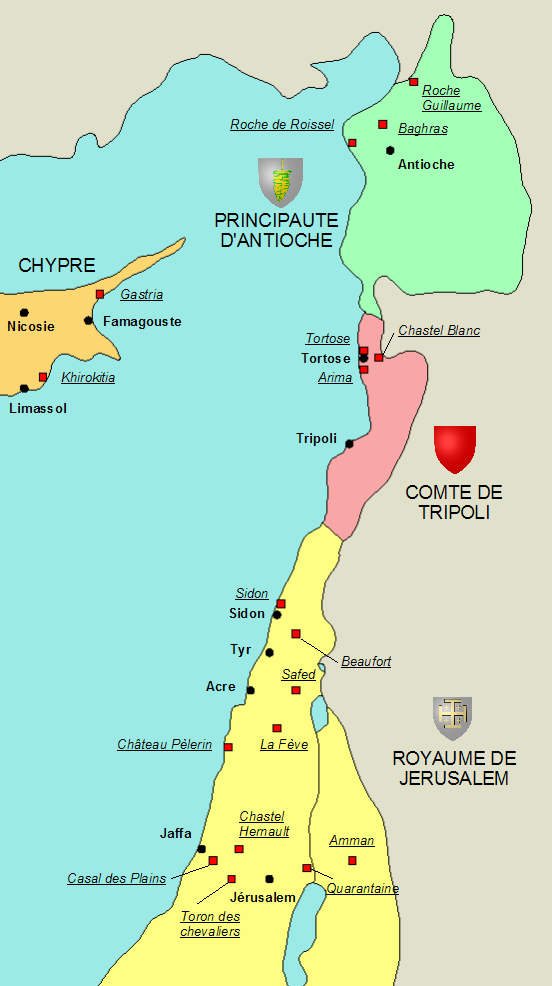
Fortăreţe ale Templierilor din Ţara Sfântă

- Muntele Templului și Domul Pietrei în Ierusalim, Israel.
- Acra (Akko, Israel) - conține un tunel care duce la o fortăreață a Templierilor din secolul 13.
- Atlit, Castelul Pelerinilor/Château Pélerin, Israel.
- Arwad, Siria - o fortăreață insulară.
- Chastel Blanc, Siria.
- Orașul-port și fortăreață Tartus (numit Tortosa de către cruciați), Siria.

## Franța
- Sainte-Vaubourg, 76/Seine-Maritime, Haute-Normandie. În 1173, regele Henric al II-lea al Angliei, a donat conacul Sainte-Vaubourg și Val-de-la-Haye Cavalerilor Templieri.
- Neuilly-sous-Clermont, 60/Oise, Picardie
- Mont-de-Soissons, 02/Aisne, Picardie - Capela, porumbarul și hambarul, toate datează din secolul al XIII-lea. Capela a fost restaurată de către Ordinul Ospitalierilor după dizolvarea Templierilor.
- Acquebouille, în Outarville, 45/Loiret - Această bisericuță făcea parte din preceptoria Saint-Marc d' Orleans.
- La Villedieu-Les-Maurepas, în Élancourt, 78/Yvelines, Ile de France - Capelă gotică din secolul XIII, cu un turn octogonal, clădiri variate și un zid înconjurător aproape restaurat. Departament al centrului cultural.
- Coulommiers
- Avalleur, în Bar-sur-Seine, Champagne-Ardenne
- Chinon, Pays-de-la-Loire
- Cressac-Blanzac, în Cressac-Saint-Genis, Charente
- La Rochelle, Charente
- Sergeac, Dordogne
- Domme, Dordogne
- Sainte-Eulalie-de-Cernon
- Richerenches
- La Couvertoirade, Aveyron
- Celles, Cantal
- La Lande, Allier

## Italia
- Castello della Magione, Poggibonsi (Siena), Toscana
- San Bevignate, Perugia, Umbria

## Polonia
- orașul Lvov
- orașul Cracovia
- orașul Vilnius
- Halych

## Portugalia
- Biserica Ordinului lui Cristos (înscrisă pe lista patrimoniului mondial cultural UNESCO)
- Biserica Santa Maria do Olival din Tomar
- Castelele din Almourol, Idanha, Monsanto, Pombal și Zêzere
- Castelul din Soure, lângă Coimbra [1]

## Spania
- Sistemul de irigație din Aragon[2]
- Iglesia Veracruz din Segovia
- Castelul Castellote
- Castelul Ponferrada
- Castelul Peníscola
- Castelul Miravet
- Castelul Monzón
- Castelul Villel
- Castelul Gardeny din Lérida
- Barbens
- Horta de Sant Joan
- Novillas

## Marea Britanie

### Anglia
Sortate după districte
- Abația Bisham, Berkshire
- Luncile Templului, Bristol
- St. Mary's, Radnage, Buckinghamshire
- Marea Preceptorie Wilbraham, Cambridgeshire
- Sfântul Mormânt (Biserica Rotundă), Cambridge, Cambridgeshire [3]
- Biserica Templului, Temple, Cornwall
- Castelul Tintagel (Kastell Dintagell), Cornwall
- Temple Sowerby, Cumbria
- Insula Lundy, Devon
- Cressing Temple, Essex [4]
- Biserica Garway, Herefordshire
- Baldock, Hertfordshire (Un oraș fondat de către Templieri)
- Hertford și Castelul Hertford, Hertfordshire[5]
- Peștera Royston, Royston, Hertfordshire
- Temple Dinsley, Hertfordshire
- Temple Ewell, Kent
- Conacul Templului[6], Kent [7]
- Rothley Temple Capelă a Templierilor, Rothley Court, Leicestershire (și ferereastră a Templierilor)
- Temple Bruer, Lincolnshire
- Templul Interior, Londra
- Templul Mijlociu, Londra
- Biserica Templului, Londra
- Morile Templului, Stratford, Londra
- Tulse & Dealurile Cavalerilor, Lambeth, Londra
- Temple Bellwood, Belton, North Lincolnshire
- Helmsley, North Yorkshire
- Temple Cowton, North Yorkshire
- Westerdale, North Yorkshire
- Templecombe, Somerset [8]
- Norul Templului, Somerset De asemenea, Podul Templului, Poarta Templului, Strada Templului
- Temple Balsall, Warwickshire
- Biserica Poling, Poling, West Sussex
- St. Mary's, Sompting, West Sussex [9]
- Biserica Shipley, Shipley, West Sussex
- Casa St. Mary, Bramber, West Sussex
- Temple Newsam, West Yorkshire

### Scoția
- Parcul Templierilor, Aberdeen
- Capela Rosslyn, Roslin, Midlothian
- Temple, Midlothian

## Alte țări
- Castelul Kolossi din Cipru
- Tempelhof din Berlin, Germania

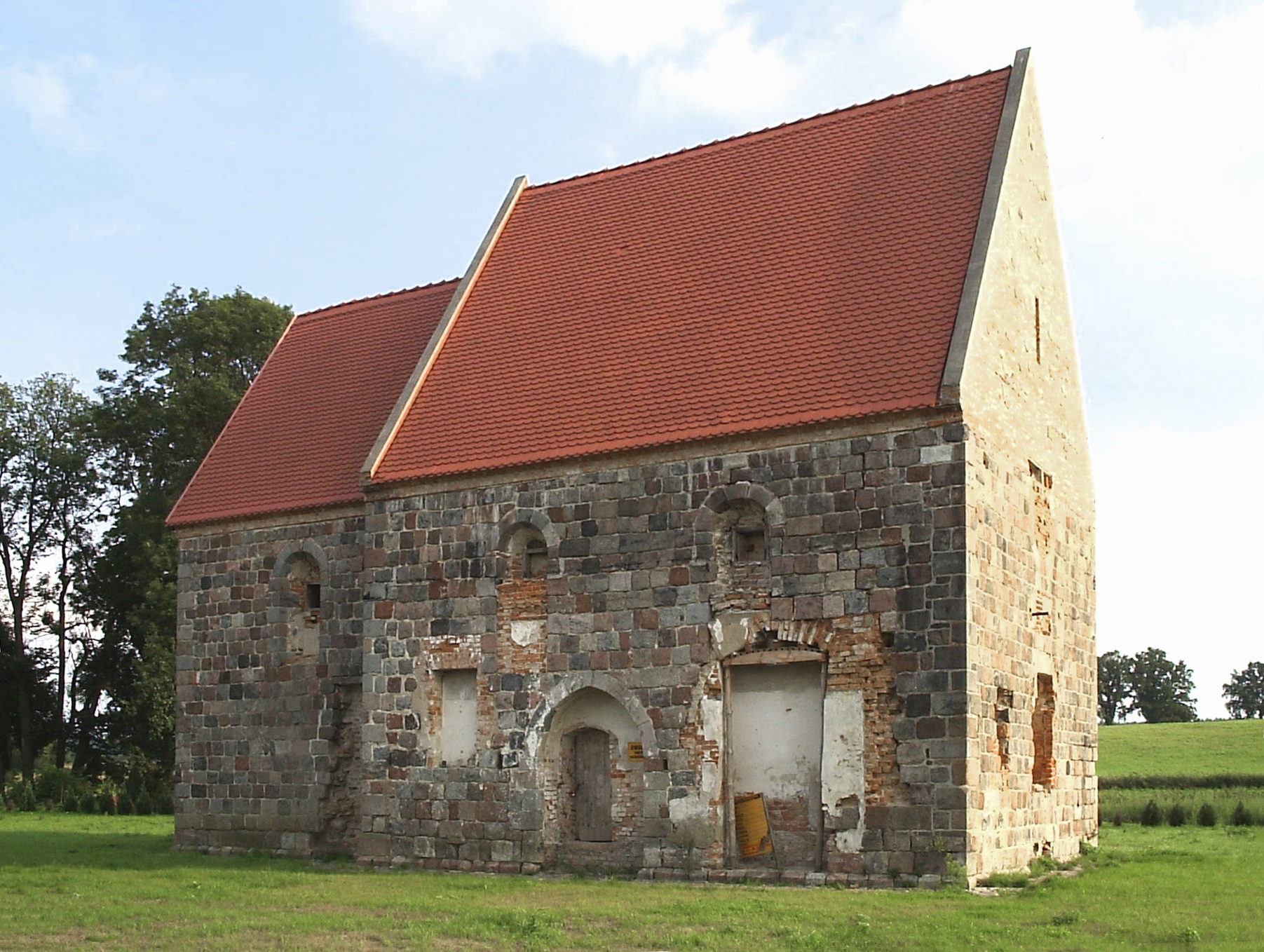
Capelă din oraşul polonez Rurka, fost sediu al unei filiale locale a Cavalerilor Templieri

- Mănăstirea Sf. Laurențiu (Sv Vavrinec) din Praga, Cehia
- Templstejn din Cehia
- Hrad Vsetin din Cehia
- Trei clădiri rotunde folosite drept biserici pe insula Bornholm din Danemarca

## Galerie de imagini

Tomar (Portugalia) – Cetatea Templierilor
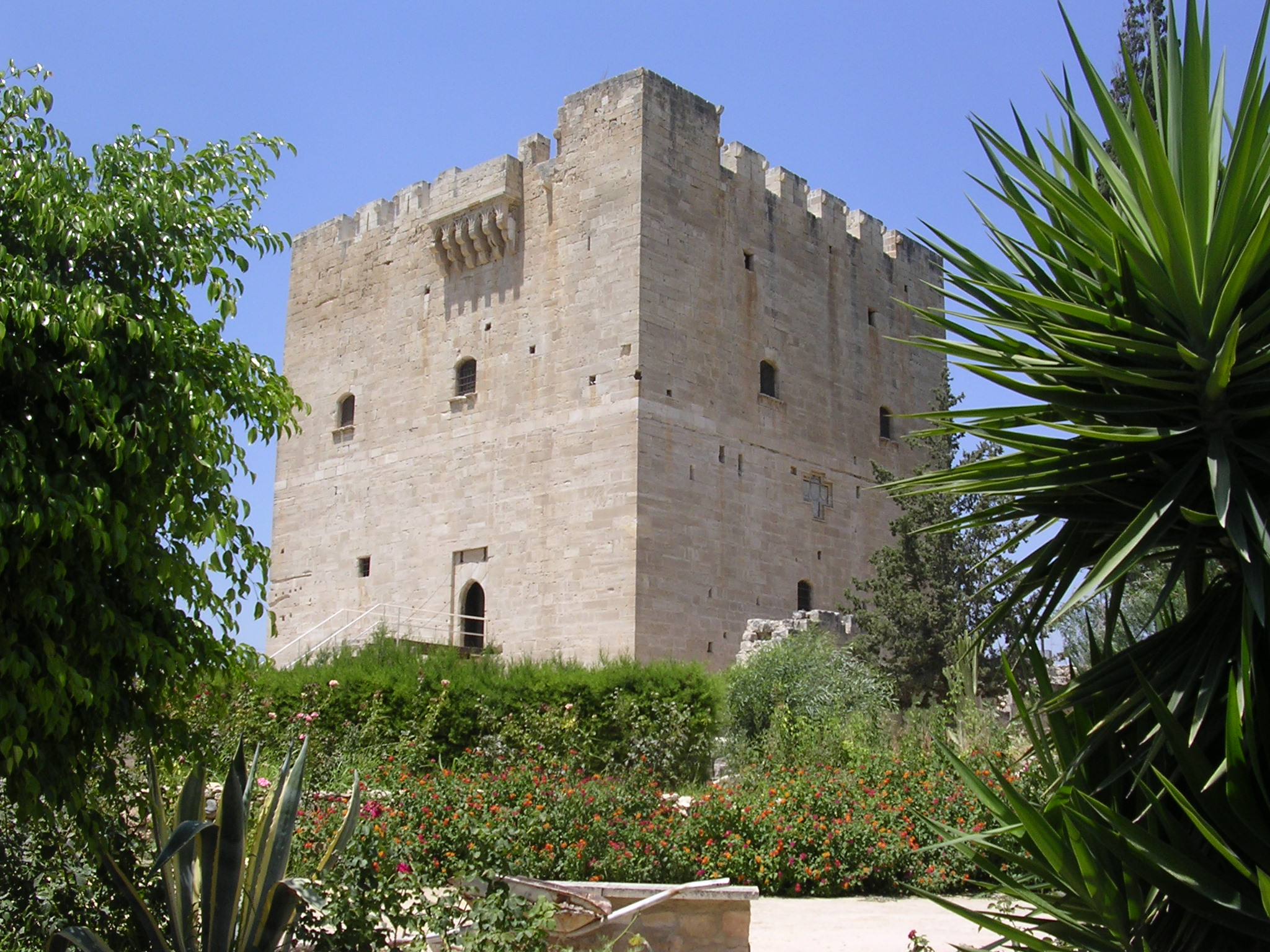
Limassol (Cipru) – Cetatea Kolossi